# Сабакты
Сабакты́ (баш. Сабаҡты) — бессточное озеро у села Кусимовского Рудника на территории Ташбулатовского сельсовета в северной части Абзелиловского района Башкортостана.
Код водного объекта: 12010000311112200000537.

## Описание
Озеро Сабакты принадлежит бассейну реки Янгелька. Расположено между озерами Банное и Карабалыкты севернее горы Кутукай у восточного подножия хребта Крыктытау. Соединено с озером Банное через заболоченный перешеек длиной 560 метров.
Размеры озера: площадь — 2,4 км², длина — 2,3 км, средняя ширина — 1 км, глубина — 2,8 м, объём воды — 5,1 млн м³; площадь водосбора — 9,0 км².
Озёрная котловина чашеобразной формы, образована тектоническими сдвигами базальтовых пород и кремнистых сланцев карамалыташской свиты. Имеет на большей части пологие берега.
Питание смешанное, преимущественно поверхностное. Вода пресная натриево-магниево-содового типа.
На каменистых участках берега произрастают астра альпийская, горноколосник колючий и др. В озере водятся караси, линь; на побережье — кряква, чернеть хохлатая, нырок красноголовый, чайка, кулик.

## Топонимика
Название озера Сабакты происходит от башкирского слова сабаҡ — «плотва, сорожка».